# Plestiodon finitimus
Plestiodon finitimus là một loài thằn lằn trong họ Scincidae. Loài này được Okamoto & Hikida mô tả khoa học đầu tiên năm 2012.

## Hình ảnh

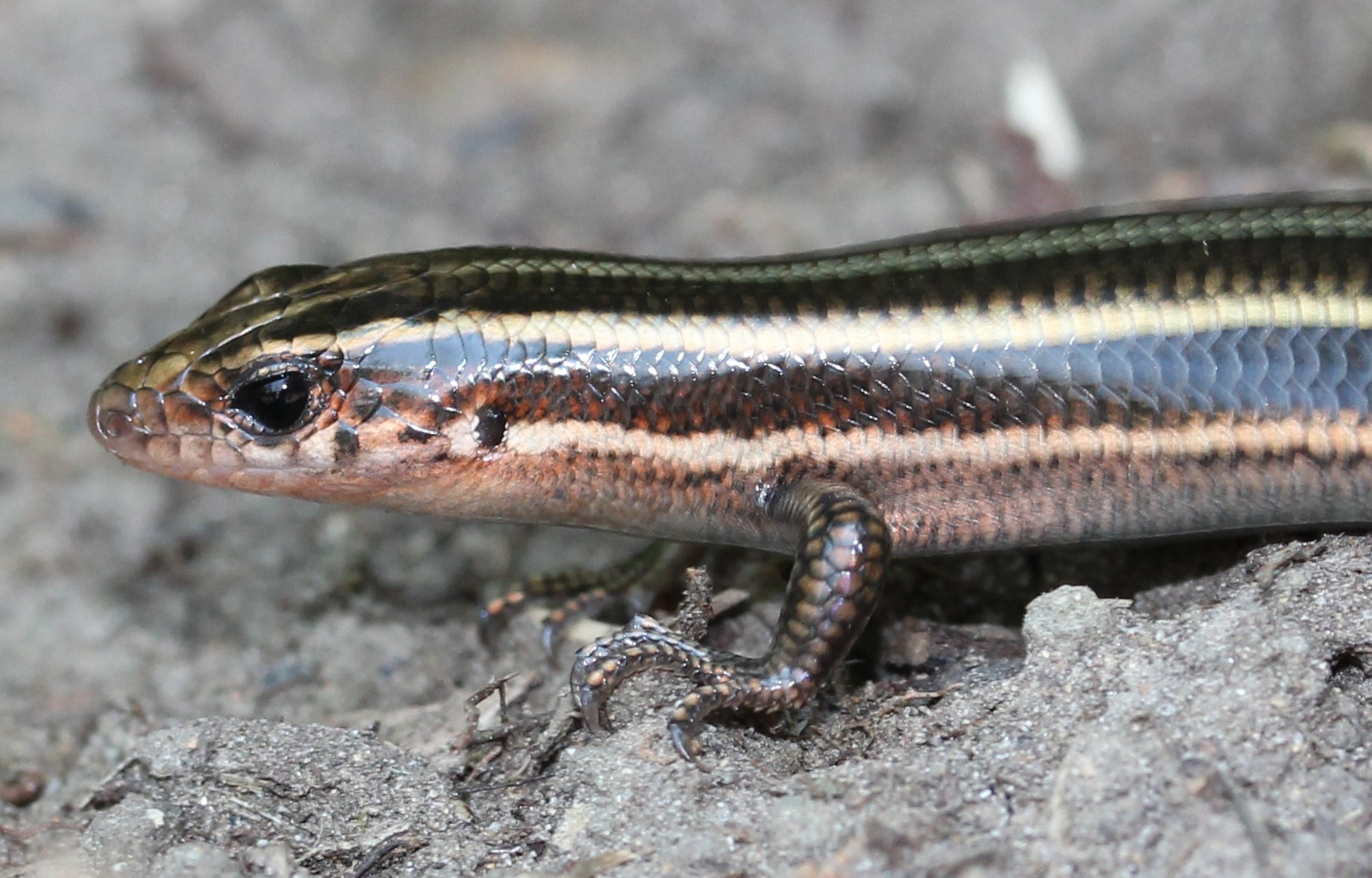